# Percy Lindsay

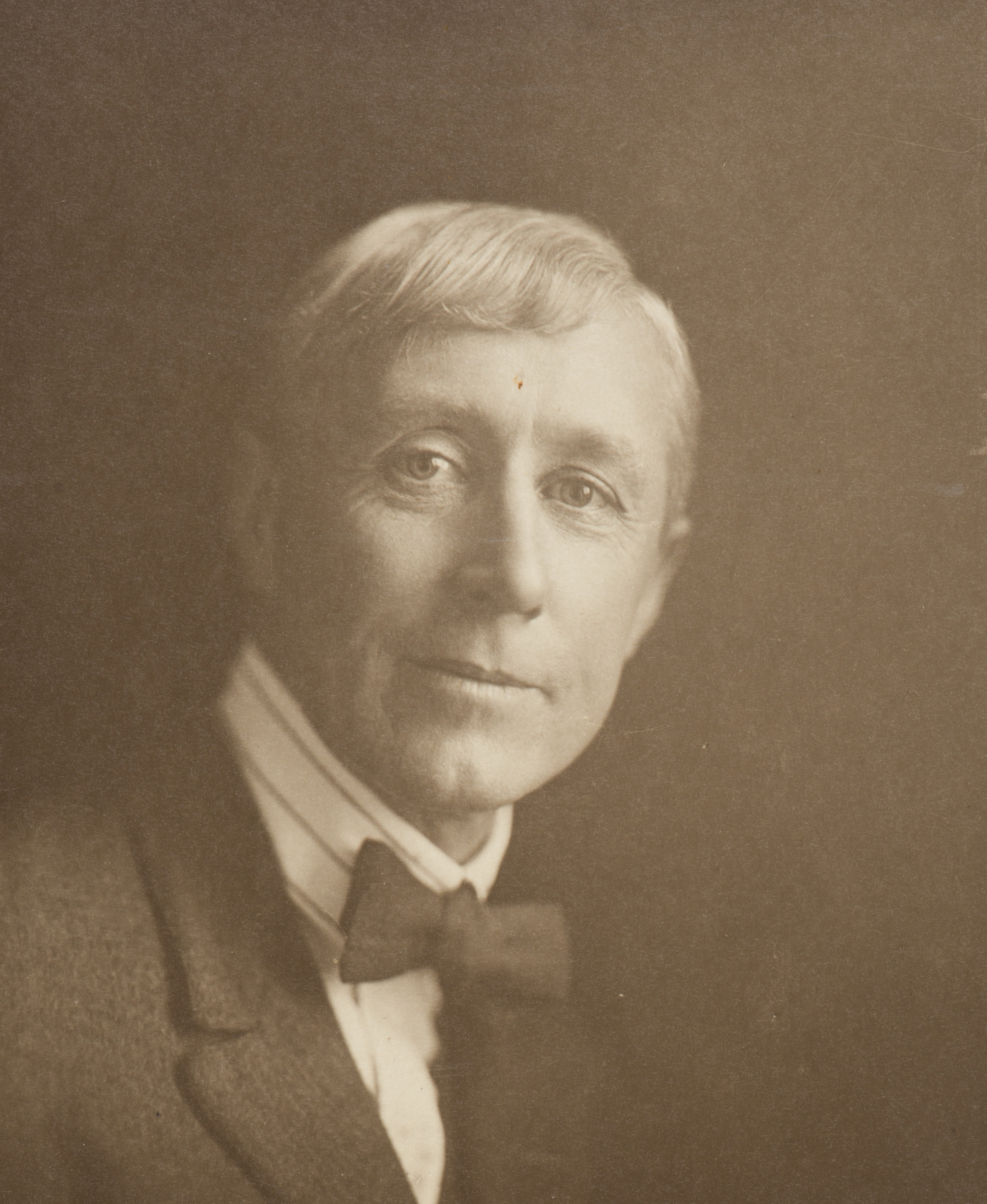
Percy Lindsay, etwa 1915 bis 1930

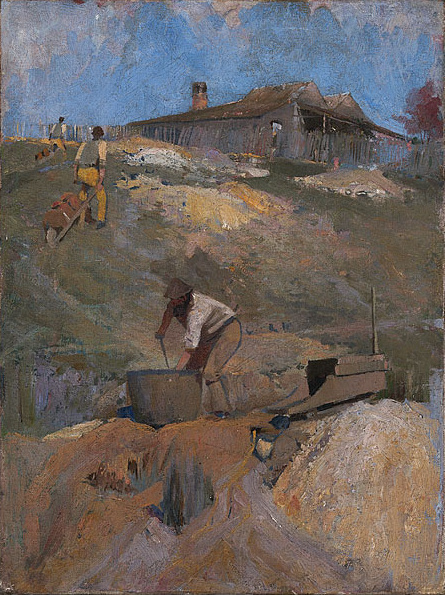
Creswick (1893)

Percy Lindsay, eigentlich Percival Charles Lindsay (* 17. September 1870 in Creswick, Victoria; † 21. September 1952 in Sydney, New South Wales) war ein australischer Maler.

## Leben und Wirken
Lindsay war der Sohn des Arztes Robert Alexander Lindsay (1843–1915) und dessen Ehefrau Jane Elizabeth Williams. Sein Großvater mütterlicherseits war der Prediger Thomas Williams, ein Anhänger John Wesleys (→Methodistische und Wesleyanische Kirchen). Er hatte neun Geschwister, darunter Lionel (1874–1961), Norman (1879–1969), Ruby (1885–1919) und Daryl Lindsay (1889–1976). 
Bereits während seiner Schulzeit fiel Lindsay ob seines Talents auf und bekam seinen ersten künstlerischen Unterricht in den Ateliers von Frederick Stanley Sheldon und Walter Withers. Mit zwanzig oder fünfundzwanzig Jahren ging Lindsay nach Melbourne und arbeitete dort als Illustrator und Cartoonist.
In Melbourne wurde er auch sehr schnell zum Mittelpunkt der dortigen Künstlerszene. Nach dem Ersten Weltkrieg ließ er sich zusammen mit seiner Ehefrau und seiner Tochter in Sydney nieder. Dort malte er nun meistenteils Landschaften, blieb aber im Brotberuf Cartoonist der Zeitschrift The Bulletin.
Percy Lindsay starb vier Tage nach seinem 82. Geburtstag am 21. September 1952 in Sydney und fand dort auch seine letzte Ruhestätte.